# Concrete and clay
Concrete and clay is een lied over een eeuwige liefde van Tommy Moeller en Brian Parker. Zelfs als het beton en klei vergaan blijft "hun liefde" bestaan.

## Unit 4 + 2
Moeller en Parker schreven het voor hun eigen muziekgroep Unit 4 + 2. Het werd uitgebracht als single en is afkomstig van hun album Number One. Het werd opgenomen met een aantal studiomuzikanten. Onder die musici bevonden zich Russ Ballard en Bob Henrit (ook wel de +2), die later zouden opduiken in de muziekgroep Argent.
De B-kant is een cover van When I fall in love van Edward Heyman en Victor Young.

### Hitnotering
Concrete and clay wist het in de Billboard Hot 100 te brengen tot de 28e plaats. In het Verenigd Koninkrijk voerde het in april 1965 een week de hitlijsten aan in vijftien weken notering. De single stond voorts twee maanden in de hitlijst van het popblad Muziek Expres (plaatsen 29 en 19).

#### Nederlandse Top 40
| Positie: | 40 | 31 | 27 | 40 | 28 | 35 | 34 | 38 | uit |

#### NPO Radio 2 Top 2000
Concrete and clay stond alleen in 2000 in de NPO Radio 2 Top 2000, op plek 1821.

## Covers
Het nummer werd vrijwel direct gecoverd door muziekproducent Bob Crewe. Samen met Eddie Rambeau brachten ze het uit op het moment dat de oorspronkelijke versie de Amerikaanse hitparade begon te beklimmen. De verkopen gingen bijna gelijk op, het origineel verkocht net wat beter.
In de loop der jaren verschenen meer covers van dit nummer, waarbij de tekst soms vertaald werd. Er zijn Finse, Franse en Deense versies bekend. Geen daarvan wist het succes van het origineel te benaderen. Een die dicht bij kwam was de versie van Randy Edelman uit 1976. Hij haalde de elfde plaats in de Britse hitlijst (zeven weken notering).
Van Nederlandse bodem zijn drie covers bekend: Baccara, Albert West en Yvonne Keeley haalden er geen van allen de hitparades mee.
Kevin Rowland, zanger van Dexys Midnight Runners, nam het op voor zijn tweede soloalbum My Beauty uit 1999 en bracht het ook op single uit.
Tommy Moeller nam het zelf trouwens ook nog een keer zelf op en droeg het bijbehorende album Time op aan medeschrijver Parker (1939-2001).

## Gebruik in de media
Het nummer werd gebruikt in reclames voor melkchocolade en tandpasta.